# جون سبنسر باسيت
جون سبنسر باسيت (بالإنجليزية: John Spencer Bassett)‏ هو مؤرخ أمريكي، ولد في 10 سبتمبر 1867 في تاربورو في الولايات المتحدة، وتوفي في 27 يناير 1928 في واشنطن العاصمة في الولايات المتحدة بسبب حادث مرور.

## وصلات خارجية
- جون سبنسر باسيت على موقع الموسوعة البريطانية (الإنجليزية)